# Залузе (Мазовецьке воєводство)
Залузе (пол. Załuzie) — село в Польщі, у гміні Ружан Маковського повіту Мазовецького воєводства.
Населення — 285 осіб (2011).
У 1975-1998 роках село належало до Остроленцького воєводства.

## Демографія
Демографічна структура станом на 31 березня 2011 року:
|          | Загалом | Допрацездатний вік | Працездатний вік | Постпрацездатний вік |
| -------- | ------- | ------------------ | ---------------- | -------------------- |
| Чоловіки | 156     | 42                 | 99               | 15                   |
| Жінки    | 129     | 28                 | 74               | 27                   |
| Разом    | 285     | 70                 | 173              | 42                   |